# 青雲亭
青雲亭是馬來西亞最古老的華人廟宇，始建於1646年，位於該國馬六甲觀音街（或译作庙堂街）第25號，數百年來除了負起祭祀和鄉誼作用外，同時是華人社區的法院、仲裁機構，青雲亭的擴充工作多由荷兰治下最高華人代表甲必丹負責，英國人廢除甲必丹制後，青雲亭亭主仍充當同類角色，直到1911年為止。
當年廟宇建材和工匠均由中國引進，被列入聯合國世界文化遺產名錄，2003年獲聯合國教科文組織亞太區文物古蹟保護獎，為傑出古建築修復工程的典範，廟內供奉著三座祭壇，儒、釋、道各一座。

## 歷史

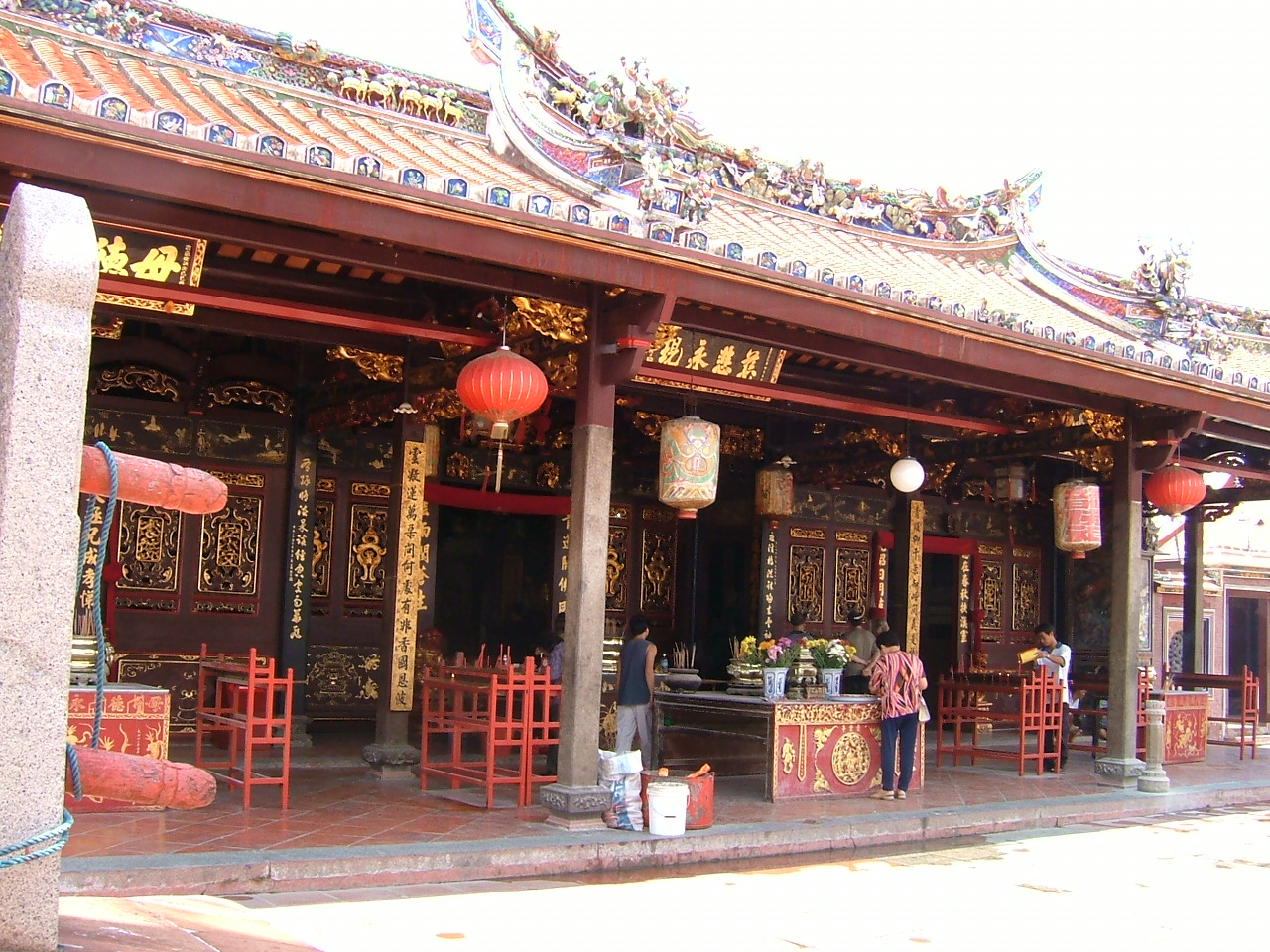
青雲亭外觀

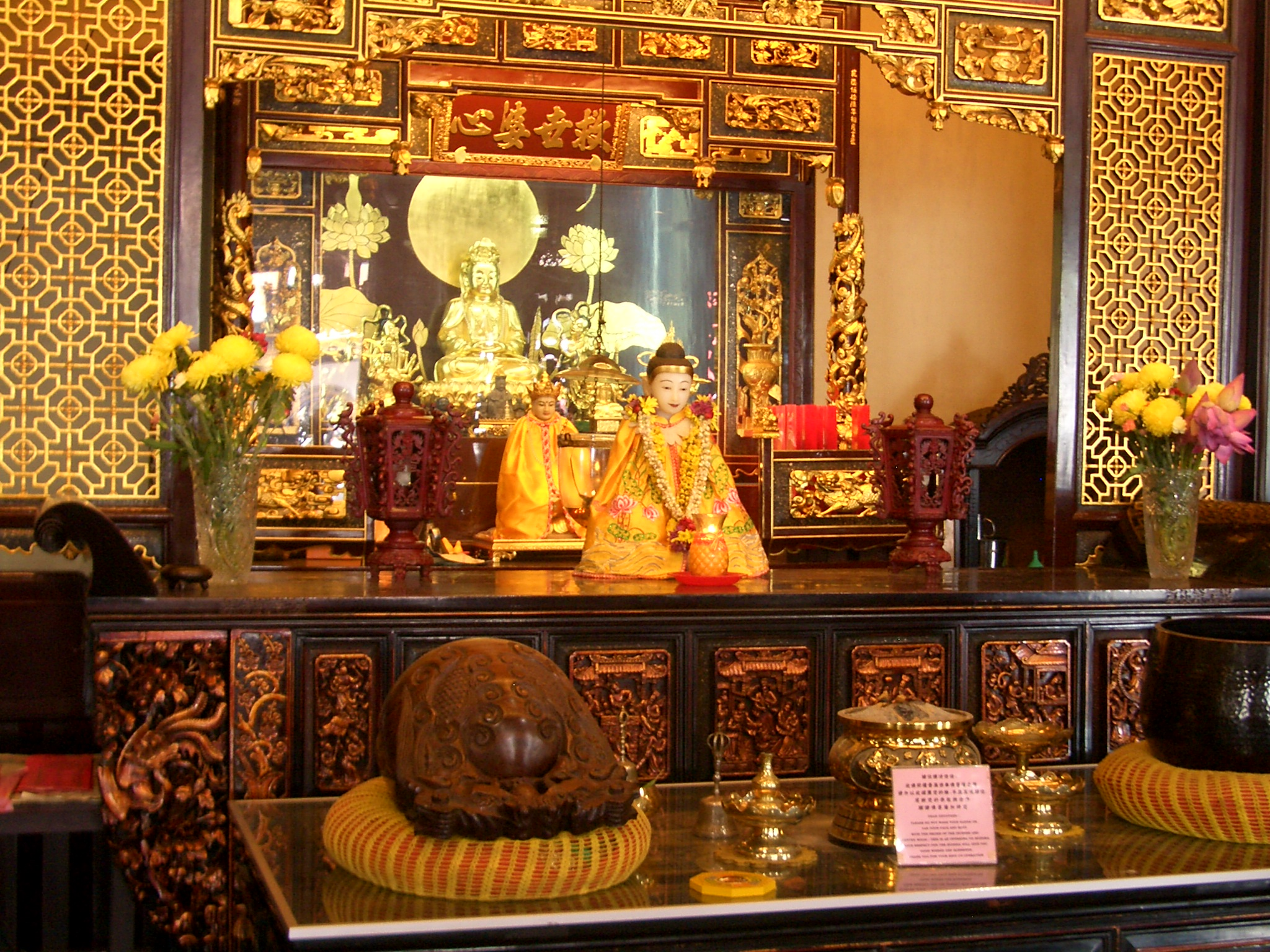
青云亭佛龛

青雲亭的創建日期，歷來存有爭議，廟內碑文指青雲亭由馬六甲首任華人甲必丹鄭芳揚於明萬曆二十八年，一般咸信廟宇在15世紀時已存在，迄今廟內仍有鄭氏的神主牌，寫有「大明甲必丹鄭公」。第二任華人甲必丹李為經也是主持建廟人之一。廟內至今仍完好地保存有他的遺像。曆數百年擴充，至1801年另一名華人甲必丹蔡士章再擴充廟宇，奠定了今日的規模。
在馬六甲早年華人生活中，青雲亭的地位等同於政務、法庭、宗教的多功能中心。葡荷殖民時代，華人最高代表一直在青雲亭設立官署，於朔望處理華人間的訴訟。
1824年英國接管馬六甲，廢除了華人甲必丹制度，華人於是以青雲亭亭主取代甲必丹的位置，繼續以青雲亭作為活動中心，直至1911年英國在當地實施華民政務司公署制後，經歷91年、共6任的亭主制才告結束。
1949年9月，馬來亞聯合邦立法院通過一道青雲亭法令，訂明青雲亭具有推動、宣揚、奉行馬六甲華人社會所共同信仰及維持的佛教，有需要時要擔起有利於新馬兩地華人的社會慈善、人道與宗教工作，包括解困救急與殯葬。

## 外部連結
- 青雲亭官網 （页面存档备份，存于）